# 1458
Évszázadok: 14. század – 15. század – 16. század
Évtizedek: 1400-as évek – 1410-es évek – 1420-as évek – 1430-as évek – 1440-es évek – 1450-es évek – 1460-as évek – 1470-es évek – 1480-as évek – 1490-es évek – 1500-as évek
Évek: 1453 – 1454 – 1455 – 1456 –  1457 – 1458 – 1459 – 1460 – 1461 – 1462 – 1463

## Események

### Határozott dátumú események
- január 12. – Szilágyi Mihály macsói bán és Hunyadi János özvegye, Szilágyi Erzsébet Szegeden egyezséget köt Garai László nádorral és feleségével Alexandra tescheni hercegnővel Mátyás királlyá választásáról.[1][2]
- január 24. – A pesti országgyűlés Hunyadi Mátyást magyar királlyá választja (1490-ig uralkodik).[2] (Mátyás mellé 5 évre nagybátyját Szilágyi Mihályt választják kormányzónak, de augusztusban Mátyás lemondatja a kormányzói tisztségéről.)[3]
- február 9. – Podjebrád György cseh kormányzó – későbbi cseh király – és Mátyás szövetséget köt és megállapodik a kormányzó leánya, Podjebrád Katalin és a magyar király házasságkötéséről.[4]
- február 14. – Hunyadi Mátyás bevonul Budára, ahol a Nagyboldogasszony-templomban trónra ültetik.[3]
- március 2. – Podjebrád György Csehország királya lesz.[5] (1471-ig uralkodik)
- március 24. – A szeretet napján együtt mennek templomba a háborúskodó York- és Lancaster-párti nagyurak
- május 7. – Podjebrád Györgyöt Prágában Salánki Ágoston győri püspök és Szilassi Vince váci püspök Csehország királyává koronázza.
- június 27. – 
  - II. János aragóniai király (V. Alfonz öccse) trónra lépése. (1479-ig uralkodik)
  - I. Ferdinánd (V. Alfonz természetes fia) lesz Nápoly királya. (1494-ig uralkodik.)
- július 26. – Miután Mátyás nem hajlandó elfogadni a hatalmát korlátozó főurak (Garai László nádor, Újlaki Miklós erdélyi vajda, szlavón és macsói bán, Szilágyi Mihály kormányzó) gyámkodását, Simontornyán szövetkeznek ellene.[6]
- július 27. – Mátyás leváltja Garai László nádort, és méltóságát Guti Országh Mihálynak adományozza.[7]
- július 28. – I. Sarolta trónra lép Cipruson. (1460-túl a fattyú bátyja, II. Jakab bitorolja a trónját, az ország kettészakad, Sarolta 1461-ben formális lemondás nélkül elhagyja Ciprust, de hívei 1464-ig kitartanak, végül 1485-ben mond le a már csak jelképes címéről a Savoyai-dinasztia javára.)
- július 31. – A magyar uralkodó megtiltja az idegen pénzek használatát az országban.
- augusztus 19. – II. Piusz pápa uralkodásának kezdete.[8]
- október 15. – I. Sarolta ciprusi királynőt Nicosiában Ciprus, Jeruzsálem és Örményország koronáival királlyá koronázzák.

### Határozatlan dátumú események
- február 14. után – Mátyás a királyi uradalmak központi igazgatására megszervezi a budai udvarbíróságot.
- február – Mátyás király egyezséget köt az Észak-Magyarország nagy részét kezében tartó Jiskra Jánossal, aki elismeri királyságát.
- március – Megkezdődnek a felvidéki harcok a huszitákkal.
- augusztus – Mátyás biztosítja III. Calixtus pápát, hogy törökpolitikájában apja, Hunyadi János nyomdokain kíván haladni.
- augusztus vége – Mátyás lemondatja Szilágyi Mihályt a kormányzóságról, egyúttal besztercei gróffá nevezi ki.
- október 9. előtt – Mátyás tűzhelyenként 1 aranyforintos adót vet ki.
- Szász Vilmos a feleségének, Habsburg Anna magyar hercegnőnek, V. László idősebb nővérének a nevében sikertelenül próbálta megszerezni a magyar trónt Hunyadi Mátyással szemben, hiszen a január 24-ei királyválasztó országgyűlésre követeket nem küldött, ehelyett Anna hercegnő egykori gyámjához, a Habsburg-ház fejéhez, III. Frigyes német-római császárhoz fordult segítségért, amivel éppen azt érte el, hogy nem vették figyelembe a királyválasztásnál.
- Aristotile Fioravanti bolognai építész Mátyás meghívására Budára érkezik.
- Szilágyi Mihályt Mátyás elfogatja és Világos várába záratja.
- IV. Jóannészt fivére, Dávid követi a Trapezunti Császárság trónján (1461-ig uralkodik).

## Születések
- Jacopo Sannazaro itáliai költő.

## Halálozások
- június 27. – V. Alfonz aragóniai király (* 1396).
- július 28. – II. János ciprusi király (* 1418).
- augusztus 6. – III. Kallixtusz pápa (* 1378).[9]
- Marques de Santillana spanyol költő